# Vincisgrassi

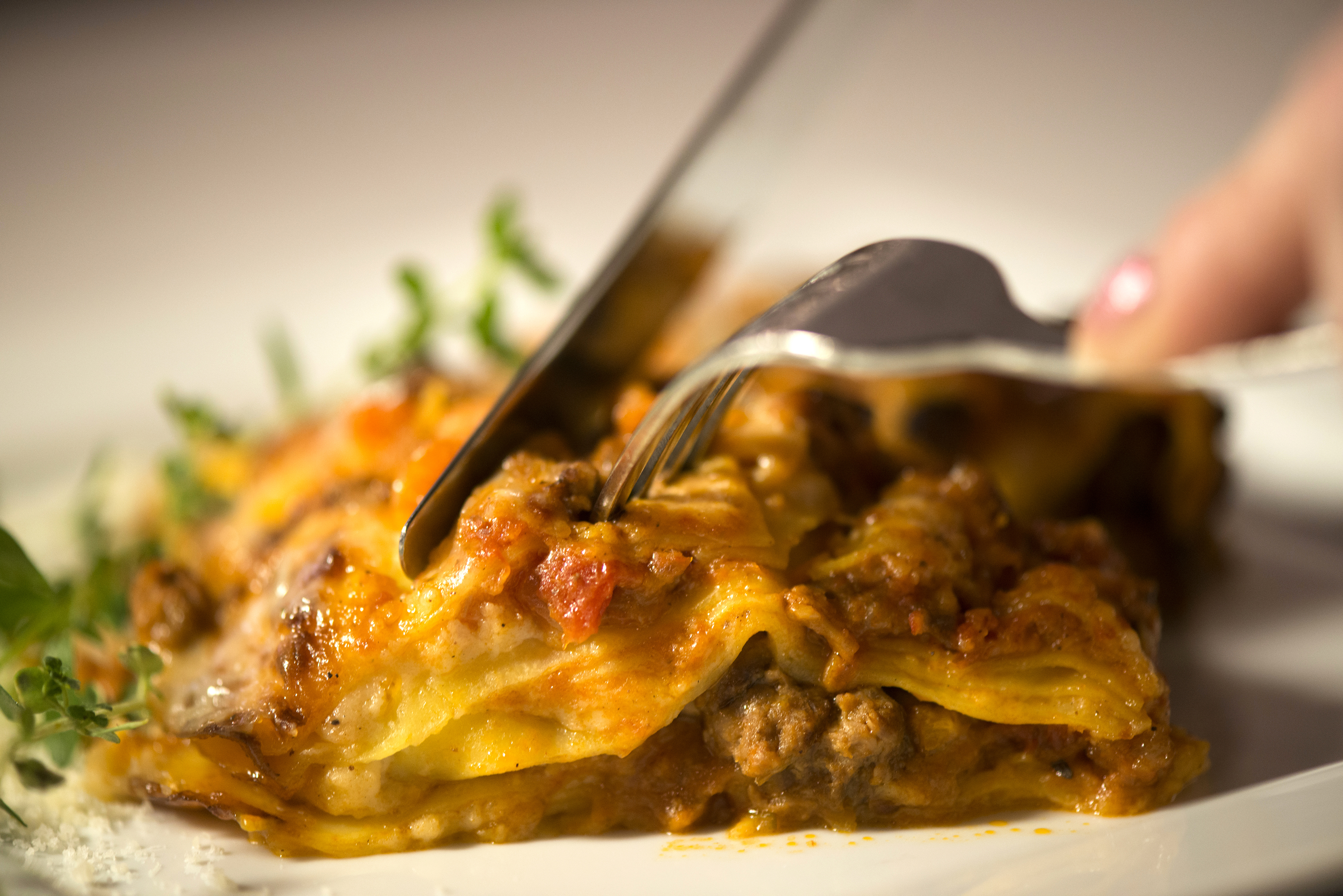
Vincisgrassi au four.

Les vincisgrassi (aussi orthographié vincesgrassi) sont un plat de pâtes alimentaires typique des Marches similaire aux lasagnes al forno (« au four »). Il est considéré comme l'un des emblèmes gastronomiques de la cuisine marchigiane.
Les vincisgrassi sont composées de pâtes plates, d'une sauce à la viande (un ragù régional spécifique) et de sauce béchamel avec beaucoup de noix de muscade.
Le nom, atypique, serait dérivé de celui d'Alfred de Windisch-Graetz, le plat ayant été créé pour lui ou popularisé par lui.